# Parodia turecekiana
Parodia turecekiana är en kaktusväxtart som beskrevs av R. Kiesling. Parodia turecekiana ingår i släktet Parodia och familjen kaktusväxter. Inga underarter finns listade i Catalogue of Life.

## Bildgalleri

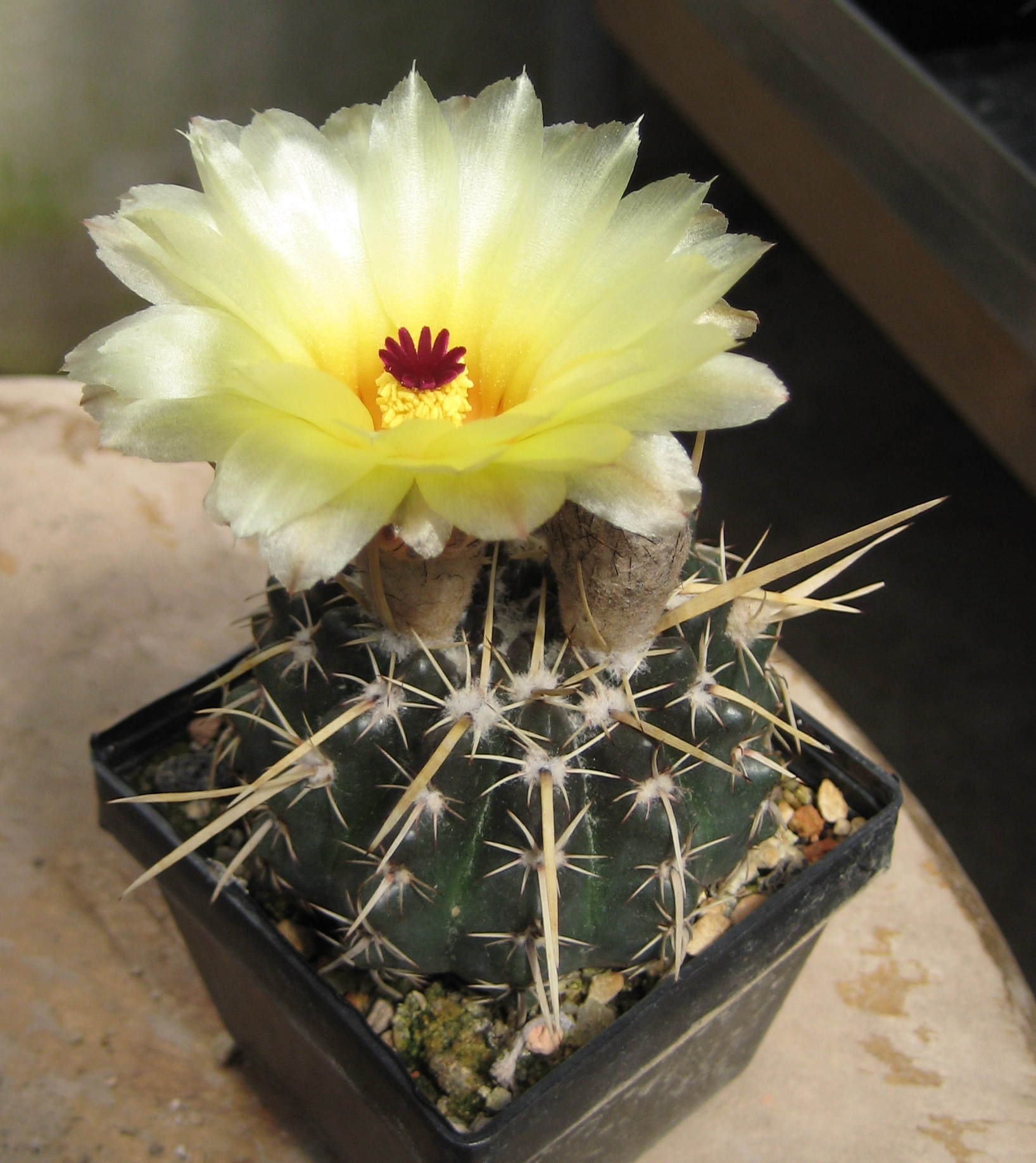